# ジェラール・バディーニ
ジェラール・バディーニ（Gérard Badini、1931年4月16日 - ）は、ミスター・スウィングとして知られるフランスのジャズ・バンドリーダー、作曲家、リード楽器奏者、ピアニスト。

## 背景
バディーニはフランスのパリ生まれで、父親はオペラ歌手だった。1950年代初頭にプロとして演奏を始め、ミシェル・アトノー、ジミー・アーチー、リル・アームストロング、シドニー・ベシェ、ビル・コールマン、ピーナッツ・ホランドらニューオーリンズ・ジャズ・スタイルのアンサンブルでクラリネットを演奏した。1955年、クロード・ボリングのアンサンブルに加わり、その後、ジャック・ディーヴァルのオーケストラのメンバーとしてボリングの世界ツアーに参加した。1958年から主にテナー・サクソフォーンに転向し、1950年代後半にはボランド、ロジェ・ゲラン、ジオ・ダリーとの仕事を続けた。1960年代には、アリス・バブス、デューク・エリントン、ジャン・クロード・ヌード、キャット・アンダーソン、ポール・ゴンサルヴェス、ジェフ・ギルソン、フランソワ・ガンと共演した。
1973年に自身のグループ、スウィング・マシーンを結成し、ボビー・ダーラム、レイモンド・フォル、ミシェル・ゴードリー、ヘレン・ヒュームズ、ソニー・ペイン、サム・ウッドヤードと共にこのグループで活動した。1977年から1979年まで、バディーニはニューヨークに住み、ロイ・エルドリッジ、メイジャー・ホリー、オリヴァー・ジャクソン、ディック・カッツ、クラーク・テリー、ジェラルド・ウィギンス、レジー・ワークマンと共演している。1984年には、新たなビッグバンド・アンサンブル、スーパー・スウィング・マシーンを結成し、1990年代後半を通じて率い、ピアノを弾き続けた。